# Toornslangen
Toornslangen (Coluber) zijn een geslacht van slangen uit de familie toornslangachtigen (Colubridae). De wetenschappelijke naam van het geslacht werd in 1758 gepubliceerd door Carl Linnaeus.
In het verleden werden ongeveer tien soorten slangen tot dit geslacht gerekend, maar tegenwoordig (sinds 2017) zijn -op een na- alle andere soorten aan het geslacht Masticophis toegekend. Het geslacht van de toornslangen is daarom monotypisch en wordt slechts vertegenwoordigd door een enkele soort; de hardloper (Coluber constrictor).